# ARQ (film)
ARQ è un film del 2016 diretto da Tony Elliott.

## Trama
Renton si sveglia accanto alla sua ex amante, Hannah. Tre uomini irrompono nella camera da letto e cercano di rapire Renton, ma quando quest'ultimo riesce a fuggire, scivola dalle scale e si rompe il collo.
Un istante dopo, Renton si risveglia di soprassalto nel letto, al fianco di Hannah. Gli uomini irrompono di nuovo e riescono a legare lui e Hannah a due sedie nello scantinato. Il loro leader, che si fa chiamare Padre, afferma di rappresentare il gruppo ribelle noto come "il Blocco", che è contrapposto alla multinazionale Torus corporation. Quindi Padre chiede a Renton di dargli i suoi soldi e le sue azioni, rubate proprio alla Torus, per un valore di oltre 1 milione di dollari. Mentre Padre e gli altri due, Sonny e Fratello, vanno in un'altra stanza a mangiare, Renton riesce a liberare se stesso e Hannah. Quindi le spiega che ha costruito l'ARQ mentre lavorava per Torus e poi ha rubato la macchina. L'ARQ viene descritta come una macchina che usa il moto perpetuo per alimentare le proprie batterie. Hannah lo esorta a rispettare gli uomini, ma lui cerca di scappare e muore.
Renton si risveglia ancora nel letto con Hannah e rivive lo stesso scenario. Questa volta dopo essersi liberato chiede ad Hannah di aiutarlo ad avvelenare gli intrusi col gas cianuro, ma il piano fallisce quando Hannah rivela di essere un membro del Blocco. Renton si arrende e infine Sonny gli spara.
Risvegliatosi nel letto e liberatosi nuovamente dalla sedia, interroga Hannah sul suo passato. Ella ammette di odiarlo poiché l'ha abbandonata alla Torus, dove l'hanno torturata proprio perché lui aveva rubato l'ARQ. Sebbene non si fidi completamente di Hannah, entrambi escogitano un piano per catturare i tre uomini. Una volta catturati, Renton rinnega l'accordo stipulato con Padre e chiede ad Hannah di andare via insieme, abbandonando il Blocco. In una rissa, Hannah spara accidentalmente a Renton.
Quando Renton e Hannah si svegliano, entrambi ricordano la precedente sequenza di eventi, anche se per Hannah è la prima volta. Renton teorizza che l'ARQ stia causando un ciclo temporale, che parte con la folgorazione di Cugino (il quarto uomo del Blocco che in tutte le sequenze è morto, disteso al fianco dell'ARQ). Renton si rende anche conto che l'ARQ non funziona come una macchina del moto perpetuo, ma genera il ciclo temporale usando l'energia che esso stesso produce, facendo sembrare l'intero processo come se generasse energia infinita. Sonny si rivela un mercenario mandato dalla Torus per recuperare l'ARQ e uccide tutti.
Renton e Hannah si risvegliano e concordano che devono mantenere l'ARQ lontano dalla Torus. Convincono Padre ad aiutarli a fermare Sonny ma, una volta fatto, Fratello spara a Renton credendolo ancora un nemico.
Nella successiva sequenza di eventi, Sonny prende coscienza del ciclo temporale e uccide immediatamente Padre e Fratello. Rimangono vivi lui, Renton e Hannah, che vengono facilmente sopraffatti in una rissa. Renton però si sacrifica folgorandosi come ha fatto Cugino con l'ARQ. La folgorazione uccide anche Sonny e Hannah.
Nella successiva iterazione, Sonny salva la vita di Cugino, anch'egli mandato dalla Torus, quindi uccidono Padre e Fratello. Renton e Hannah questa volta riescono ad avvelenare Sonny e Cugino con il cianuro. Prima di morire, Sonny crea una trappola che uccide Hannah, spingendo Renton a consentire l'inizio della prossima iterazione.
Ora tutti sono a conoscenza del ciclo temporale. Sonny e Cugino prendono tutti in ostaggio. Dopo che Sonny ha costretto Renton a disabilitare la macchina, Padre e Fratello muoiono nella confusione di un blackout. Renton e Hannah scappano all'esterno e si rendono conto che il ciclo temporale è localizzato all'interno della casa e nel giardino intorno. Renton decide di tornare dentro per distruggere la macchina e Hannah torna con lui. Cugino cerca i due protagonisti nella casa e viene riconosciuto da Hannah come il suo torturatore alla Torus. Quindi Renton e Hannah lo uccidono e Sonny riavvia l'ARQ, dopodiché muore in una colluttazione con Renton. Un messaggio video interrotto, nella memoria del computer rivela un secondo ciclo temporale esterno: dopo nove cicli temporali, tutte le loro memorie vengono cancellate perché l'ARQ viene spento e riacceso. Hanno inconsapevolmente ripetuto gli stessi nove cicli migliaia di volte. Rendendosi conto che si trovano al loro nono ciclo, Renton e Hannah lasciano un messaggio disperato a se stessi, sperando che future iterazioni possano portare l'ARQ al Blocco e non alla Torus. La sequenza si conclude con un robot della Torus chiamato da Sonny che uccide Renton e Hannah.
Nel finale del film, Hannah si sveglia per prima accanto a Renton.

## Distribuzione
Il film è stato scelto per essere proiettato nella sezione Discovery al Toronto International Film Festival del 2016.
È stato pubblicato internazionalmente sulla piattaforma Netflix il 16 settembre 2016.